# Guimbo Bayassou
Guimbo Bayassou est une localité située dans le district des Lacs, dans la région du N'Zi et dans la sous-préfecture de Kouadioblekro. Située à 25 km de Bocanda, sa population est de 1 201 habitants en 2014.